# Syndicat lituanien « Solidarité »
Le Syndicat lituanien « Solidarité » (en lituanien : Lietuvos Profesinė Sajunga "Solidarumas", LPSS) est une confédération syndicale lituanienne. Créée le 1er juillet 1989, elle abandonne en 2002 son ancien nom pour être renommée Syndicat lituanien « Solidarité ». 

## Historique
Le syndicat est fondé le 1er juillet 1989 par Kazimieras Uoka (lt), membre du Sąjūdis. Il joue un rôle dans l'obtention de l'indépendance lituanienne. En 1993, une manifestation est organisée devant le Seimas, pour protester contre la désindustrialisation du pays. Pendant deux semaines, les manifestants campent devant le Parlement avant de voir leurs revendications satisfaites. 
En 1995, il devient membre du Conseil tripartite, un organe chargé du dialogue avec les syndicats. En quelques années, le salaire minimum passe de 85 litas, soit environ 25 euros, à 924 euros mensuels. 
En 2000, les chauffeurs des transports publics affiliés au syndicat LPSS font grève pour réclamer le paiement des salaires dans les temps, l'amélioration des conditions de travail et la promotion des transports publics. Le mouvement s'arrête après que ses demandes ont été entendues. En 2002, l'organisation est renommée Syndicat lituanien « Solidarité ».
En 2022, le syndicat doit à nouveau se mobiliser pour défendre une convention collective de travail remise en cause par la régie des transports en commun de Vilnius. Le directeur de la société est finalement licencié et LPSS remporte la lutte. Cependant, cet épisode fait prendre conscience aux dirigeants du syndicat qu'il est nécessaire de réformer le droit de grève afin de « libéraliser la réglementation des grèves en Lituanie, qui n'est presque plus différente de celle de la Biélorussie non démocratique ». Les responsables du syndicat souhaitent donner plus d'importance au dialogue social.
Il est adhérent de la Confédération syndicale internationale et de la Confédération européenne des syndicats.